# دارکوب کوتوله دوریس
دارکوب کوتوله دوریس (نام علمی: Picoides canicapillus doerriesi) نام یک زیرگونه از زیرخانواده دارکوبیان است.